# Creu de terme del Portal de la Creu
La Creu de terme del Portal de la Creu és una obra historicista de Vallmoll (Alt Camp) inclosa a l'Inventari del Patrimoni Arquitectònic de Catalunya.

## Descripció
Creu moderna, realitzada a imitació de les creus de terme antigues, sense un estil artístic definit. Es munta sobre una base de dos esglaons de blocs de pedra poligonals damunt els quals hi ha una penaya que porta gravat l'escut de la població en una de les seves cares. La columna també és poligonal. Està rematada per un capitell esculpit en baix relleu amb representació d'arcuacions que cobricel·len figuretes de sants i evangelistes. La creu pròpiament dita presenta els tres braços superiors amb acabaments floronats. A l'anvers hi ha la imatge del crucificat i al revers una altra imatge.